# Leonardus Nardus
Leonardus Nardus (nacido como Leonardus Salomon, 5 de mayo de 1868-12 de junio de 1955) fue un deportista neerlandés que compitió en esgrima, especialista en la modalidad de espada. Participó en los Juegos Olímpicos de Estocolmo 1912, obteniendo una medalla de bronce en la prueba por equipos.

## Palmarés internacional
| Juegos Olímpicos | Juegos Olímpicos   | Juegos Olímpicos  | Juegos Olímpicos   |
| Año              | Lugar              | Medalla           | Prueba             |
| ---------------- | ------------------ | ----------------- | ------------------ |
| 1912             | Estocolmo (Suecia) | Medalla de bronce | Espada por equipos |